# هيرفي شرينر
هيرفي شرينر (بالفرنسية: Hervé Schreiner)‏ هو لاعب كرة قدم فرنسي في مركز الوسط، ولد في 29 نوفمبر 1974 في تروا في فرنسا. لعب مع نادي باريس ونادي سوشو ونادي نيور.

## وصلات خارجية
- هيرفي شرينر على موقع قاعدة بيانات كرة القدم.إي يو (الإنجليزية)